# Иехония
Иехония (ивр. יְכָנְיָה,יְהוֹיָכִין‎, Йегояхин «поставленный Яхве»), сын Иоакима, — библейский ветхозаветный персонаж: один из последних иудейских царей. Даты правления: 9 декабря 598 до н. э. — 16 марта 597 до н. э. Царствовал всего 3 месяца и 10 дней (4Цар. 24:8).
Иехония вступил на престол в разгар восстания против Вавилонии в возрасте 18 лет. Зимой 598/97 г. до н. э. он сдал Иерусалим осадившим город вавилонянам. Навуходоносор выслал его вместе с матерью, семьёй, приближёнными, рабами и 10 тысячами еврейских пленников — воинов и ремесленников — в Вавилонию (4Цар. 24:12 и след.) и посадил на трон его дядю Седекию (Цидкияху).
Иехония четырежды упоминается в вавилонских дворцовых записях о ежемесячной выдаче пропитания, относящихся к периоду правления Навуходоносора. Одна из них датирована 592 г. до н. э. (13-й год правления Навуходоносора и 6-й год изгнания Иехонии). В этих записях Иехония именуется «царём Иудеи», что свидетельствует о том, что он считался пленным правителем.
Иехония томился в заключении 37 лет, затем был освобождён и ему было предоставлено почётное положение при дворе. Скончался в Вавилоне. См. 4Цар. 24 и 25, а также в книге Паралипоменон.
Семья Иехонии возглавляла общину еврейских изгнанников в Вавилонии, а его потомки были во главе тех, кто с разрешения персидского царя Кира вернулся на родину в 538 г. до н. э.